# Ушаков, Пётр Алексеевич (Герой Советского Союза)
Пётр Алексеевич Ушако́в (1922 года — 13 января 1944 года) — командир миномётного расчёта 267-го гвардейского стрелкового полка 89-й гвардейской стрелковой дивизии 37-й армии Степного фронта, гвардии младший сержант, Герой Советского Союза.

## Биография
Ушаков Пётр Алексеевич родился в 1922 году в селе Николаевка Стерлитамакского района Башкирии в крестьянской семье. Окончил 5 классов школы. В 1937—1940 годах работал в колхозе имени Калинина.
В Красную Армию призван в июле 1942 года Стерлитамакским райвоенкоматом Башкирской АССР, и был направлен на фронт.
Командир миномётного расчёта 267-го гвардейского стрелкового полка 89-й гвардейской стрелковой дивизии 37-й армии Степного фронта гвардии младший сержант Пётр Ушаков отличился при форсировании реки Днепр 29 сентября 1943 года в районе села Келеберда Кременчугского района Полтавской области Украины.
В одном из боёв 13 января 1944 года П. А. Ушаков погиб. Похоронен в селе Алексеевка Кировоградского района Кировоградской области Украины.

## Подвиг
«Миномётный расчёт Ушакова 29 сентября 1943 года в числе первых переправился на правый берег реки Днепр и участвовал в отражении контратаки противника и совместно со стрелковым взводом, заняв круговую оборону, сдерживал натиск врага.
Указом Президиума Верховного Совета СССР от 22 февраля 1944 года за образцовое выполнение боевых заданий командования и проявленные при этом геройство и мужество гвардии младшему сержанту Ушакову Петру Алексеевичу присвоено звание Героя Советского Союза».

## Награды
- Медаль «Золотая Звезда» Героя Советского Союза (22.02.1944)[2][6];
- орден Ленина (22.02.1944);
- медаль «За отвагу» (08.08.1943)[7].

## Память
На родине П. А. Ушакова в селе Николаевка Стерлитамакского района Башкортостана у здания школы установлен бюст Героя.
В микрорайоне «Северный» (посёлок Строймаш) города Стерлитамака находятся 1, 2-й переулки имени Героя Советского Союза Петра Алексеевича Ушакова.